# Csucsa
Csucsa (románul: Ciucea, németül: Tschötsch) település  Romániában Kolozs megyében, az azonos nevű község központja. Egyike annak a 14 településnek, amelyek a megyében  GMO-mentes régiót alakítottak.

## Fekvése
Bánffyhunyadtól 20 km-re északnyugatra, a Sebes-Körös jobb partján fekszik.

## Története
1384-ben Chucha néven említik. 1848 novemberében ide szorultak ki a magyar csapatok Puchner Antal császári tábornok csapatai elől, majd Bem József innen indította 1848. december 18-án hadjáratát, amely végül Erdély felszabadításához vezetett.
1910-ben 2010, többségben román lakosa volt, jelentős, 22%-os magyar kisebbséggel. 1919-ben kemény harcok folytak itt az Erdélyt megszálló román erők és a Székely Hadosztály között.  A trianoni békeszerződésig Kolozs vármegye Bánffyhunyadi járásához tartozott. 2002-ben társközségeivel együtt 4426 lakosából 4392 román, 27 magyar és 4 cigány volt.

## Látnivalók
- A domboldalon álló kerti lak, az úgynevezett „fehér ház”, ahol az első világháború idején Ady Endre is lakott. 1968-ban itt szerény emlékházat rendeztek be Ady emlékére, melyet 2014-ben a budapesti Petőfi Irodalmi Múzeum a kolozsvári Magyar Főkonzulátus kezdeményezésére modern emlékházzá alakított át.[4]

Az emlékházzal azonos telken álló kastélyt a 19. század végén Boncza Miklós, Ady apósa építtette Csinszka édesanyjának a neves műépítésszel, Alpár Ignáccal. A sarokbástyás, földszintes építményből már csak egy kis rész maradt, a mai kastély e mellett található. Boncza Berta ugyanis az első világháború után, már Márffy Ödön festőművész feleségeként eladta a birtokot Octavian Goga író-politikusnak. Eddigre a csucsaiak széthordták a berendezést, amelynek csak néhány darabját tudta visszaszerezni. Goga saját ízlése szerint neobizánci stílusban emeletesre építtette át, csak egy kis sarokbástyát hagyva meg.
Ebben a kastélyban ma Goga-emlékmúzeum van. A birtokon található még Goga gigantikus mauzóleuma is. A múzeum elsősorban Goga munkásságát és a román nemzeti mozgalomban végzett tevékenységét mutatja be, de emellett Adyra vonatkozó anyagokat is. A birtok mellett ortodox kolostor működik, melynek fatemplomát Octavian Goga özvegye 1939-ben hozatta át a Szilágy megyei Galponyáról.
- A domb lábánál álló református templomot 1913-ban építették. A csucsai református gyülekezetnek addig csak beszolgáló lelkésze volt (Barabás Árpád magyarókereki lelkipásztor), a református gyülekezet csupán 153 főt számlált (1910-ben, a falu ekkor 2000 lakosából). 1995-ben, amikor a felújított református templomot újraszentelték, a reformátusok már csak heten voltak.

## Híres emberek
- Állítólag itt volt molnárlegény Kinizsi Pál, itt nyújtotta át malomkövön Mátyás királynak a vízzel telt kupát.[5][6][7]
- Itt született 1894. június 7-én Boncza Berta (Csinszka), Ady Endre felesége.

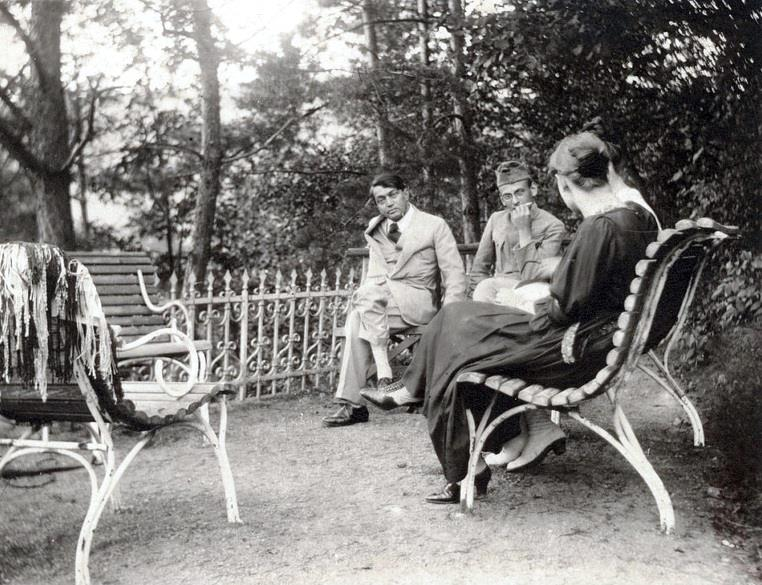
Ady és Csinszka a Boncza-kastély teraszán
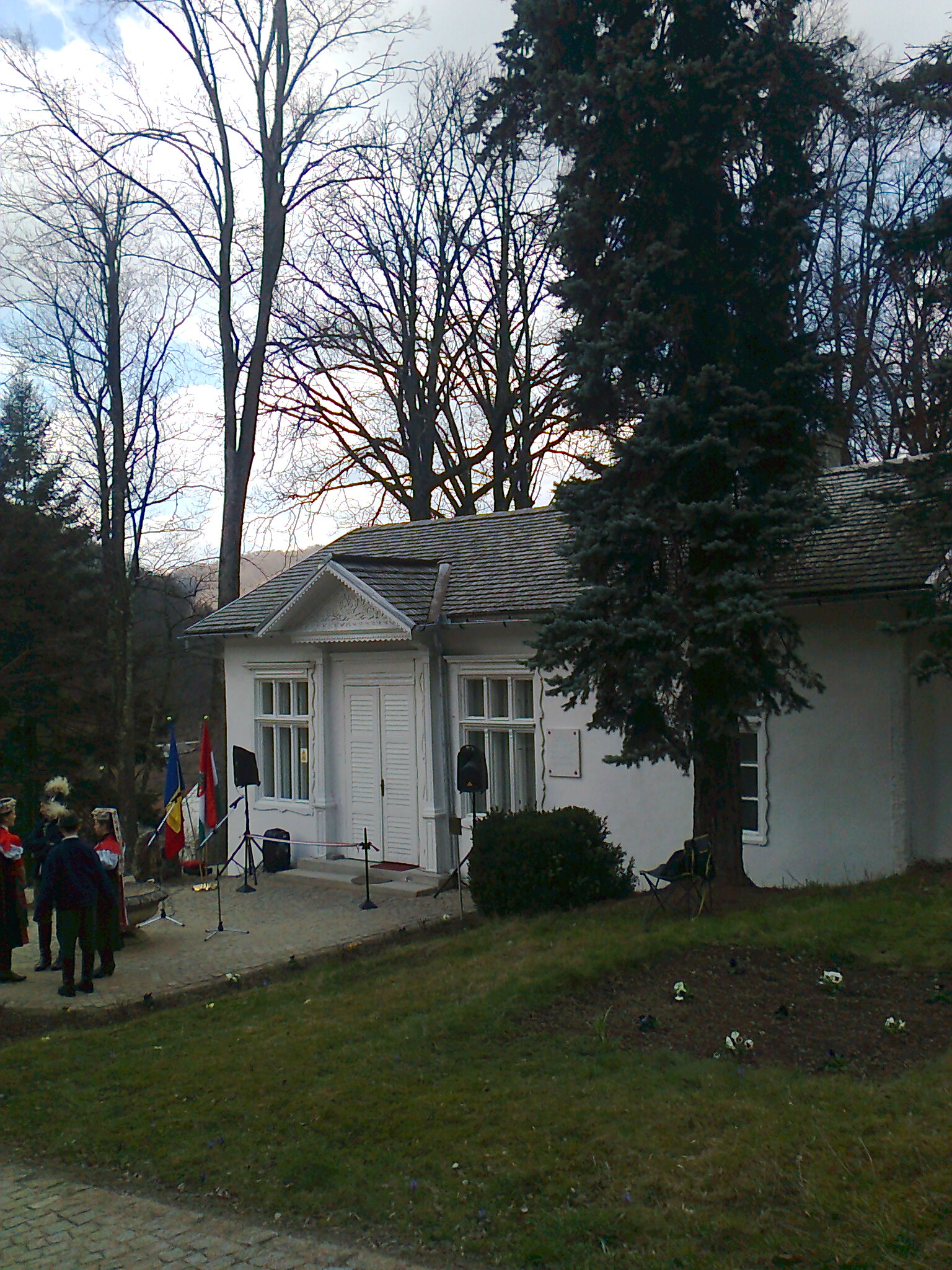
A 2014-ben felújított „fehér ház”, Ady-emlékház
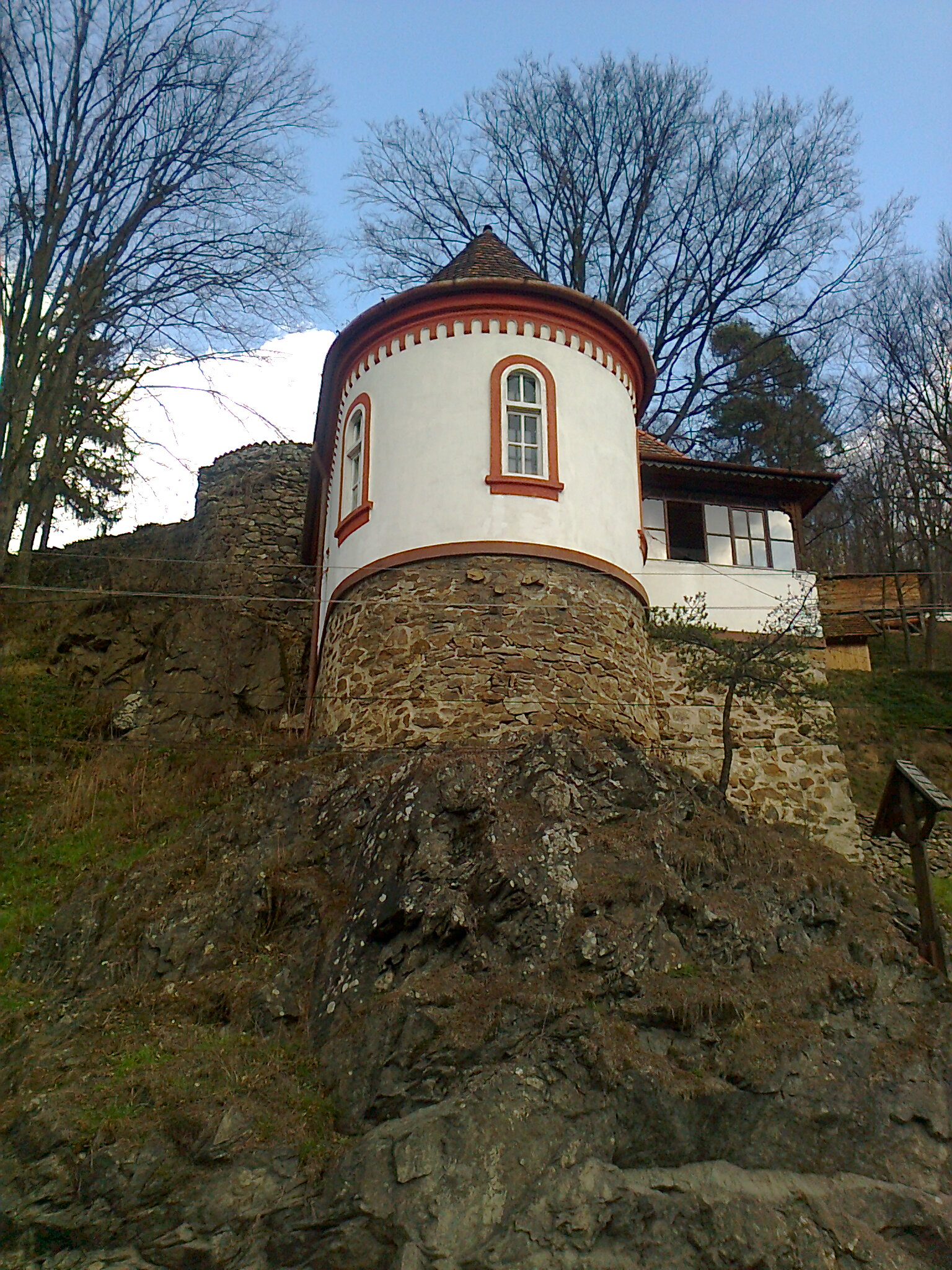
A régi Boncza-kastély maradványa
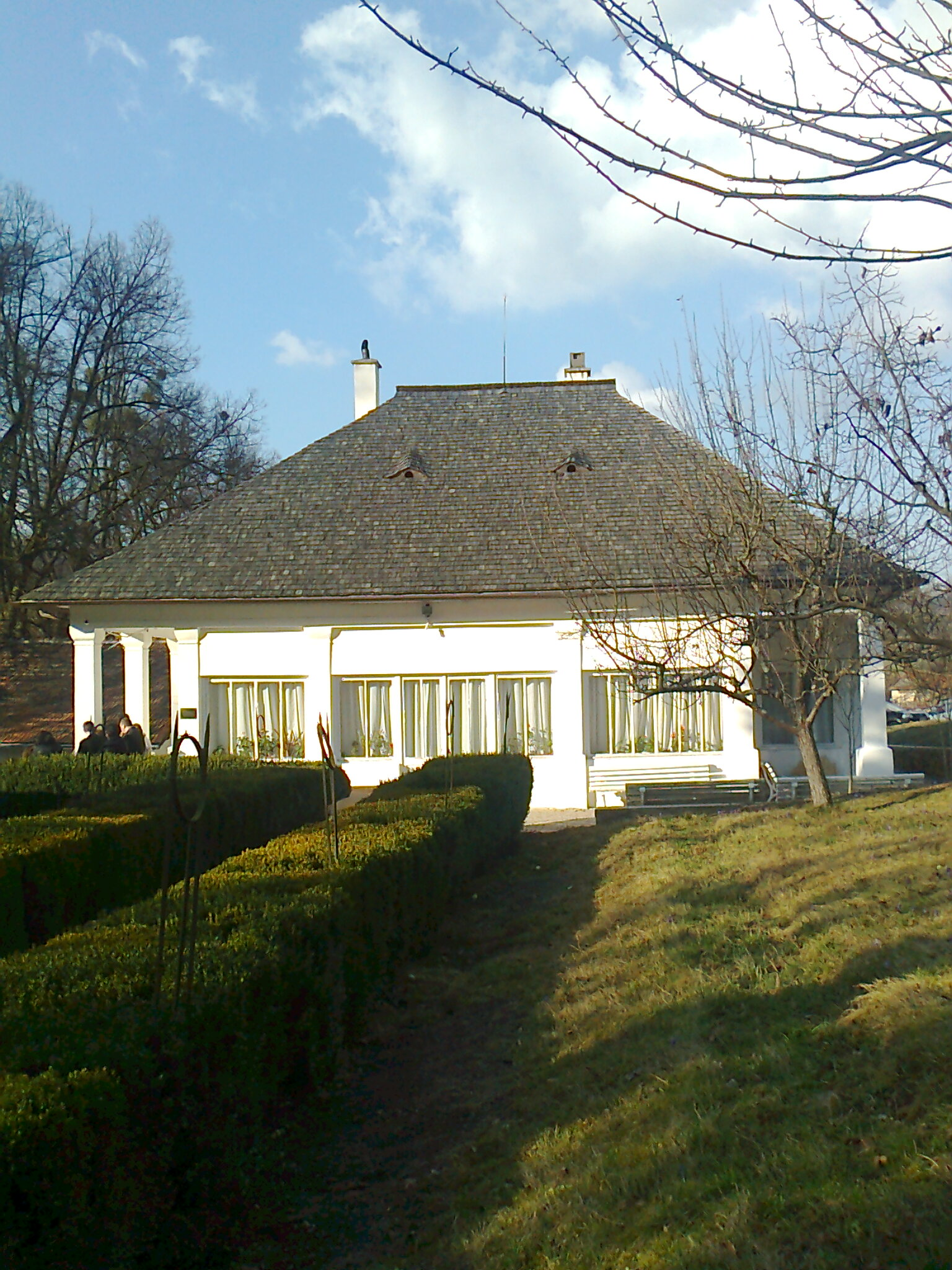
Kúria, amelyet Boncza Miklós felesége halála után építtetett
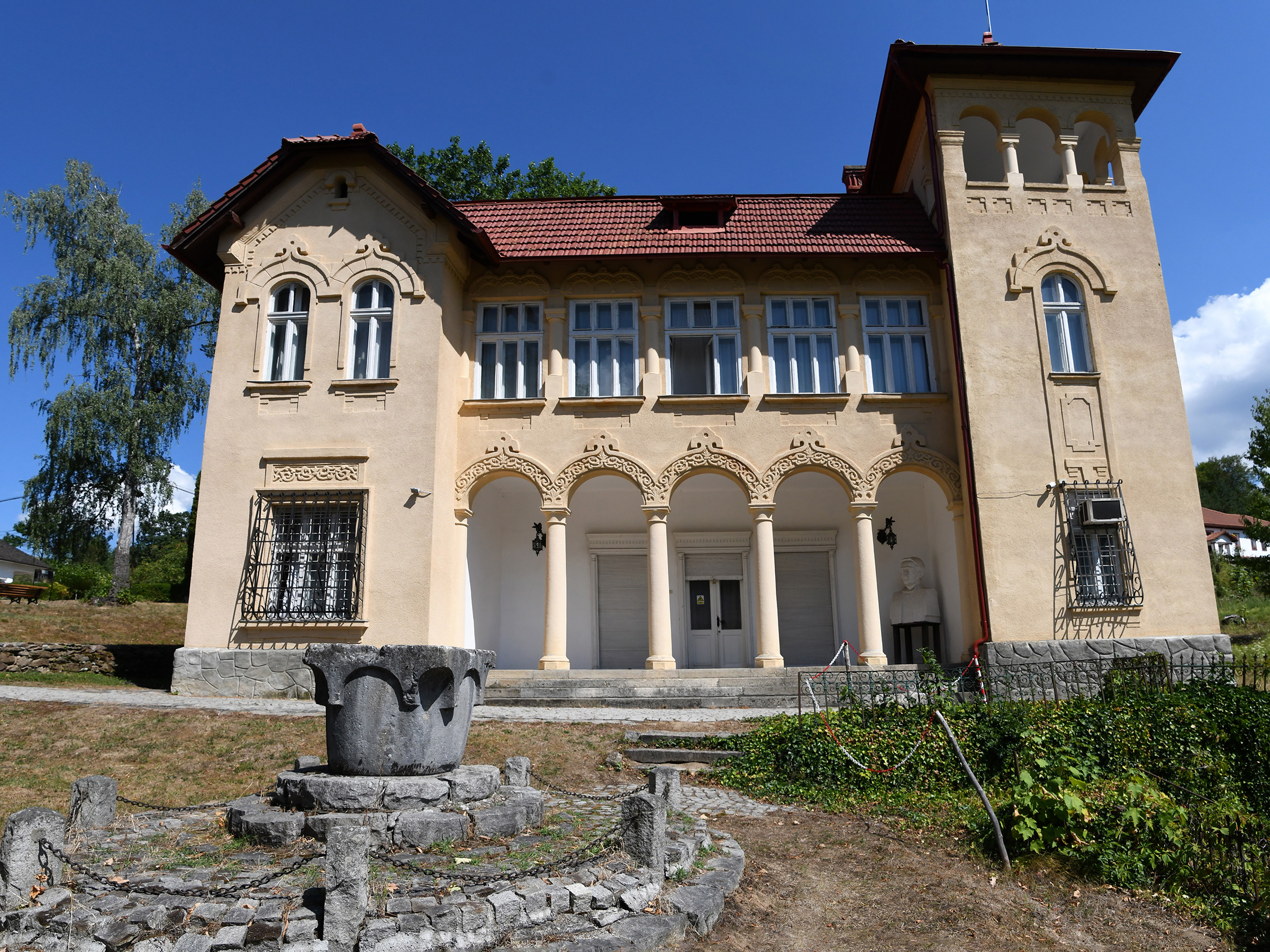
A Goga építtette új kastély, ma Goga-múzeum
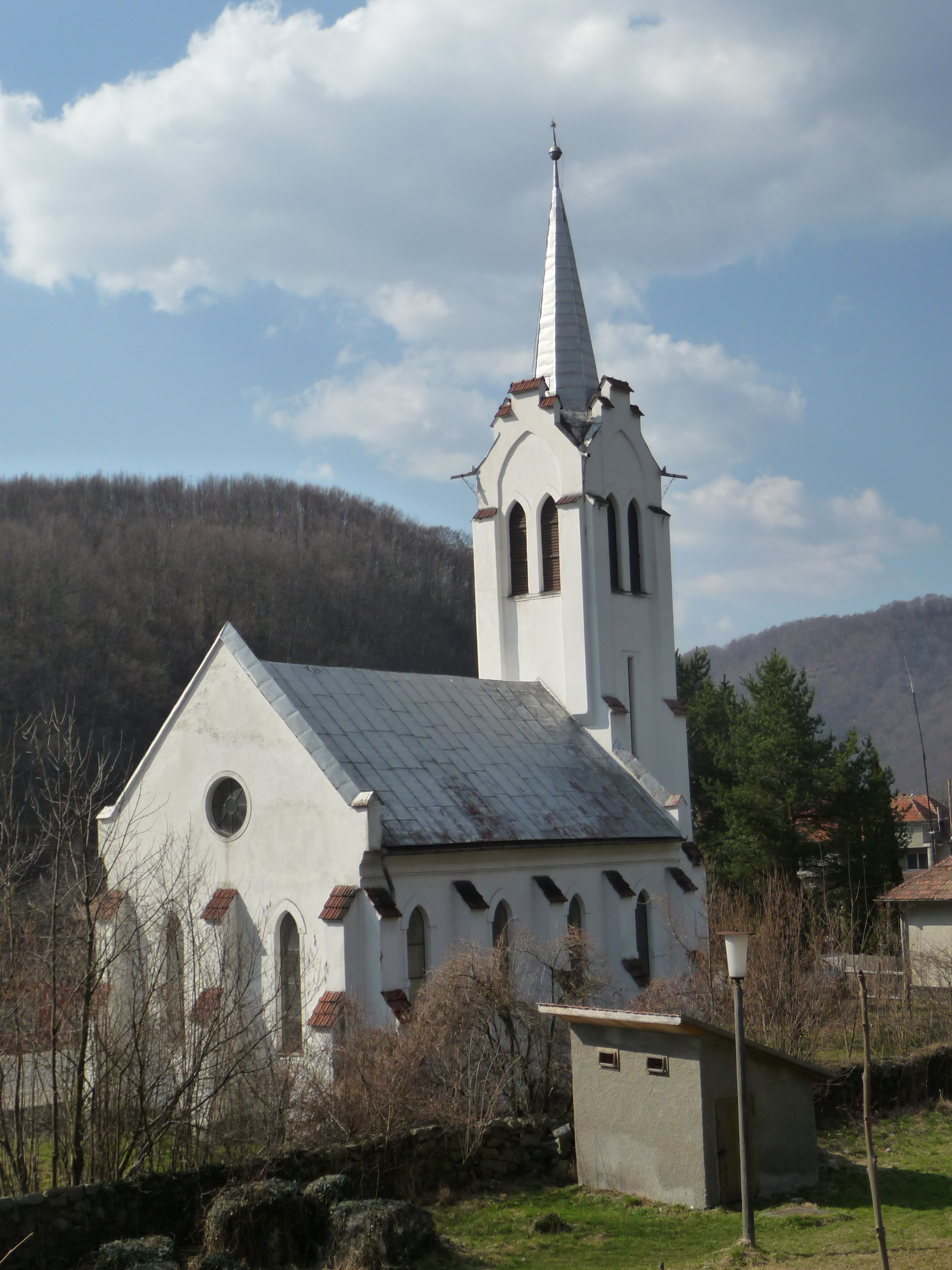
A csucsai református templom